# Villahermosa del Campo (kommunhuvudort)
Villahermosa del Campo är en kommunhuvudort i Spanien.   Den ligger i provinsen Provincia de Teruel och regionen Aragonien, i den nordöstra delen av landet, 220 km öster om huvudstaden Madrid. Villahermosa del Campo ligger 962 meter över havet och antalet invånare är 107.
Terrängen runt Villahermosa del Campo är platt åt sydväst, men åt nordost är den kuperad.  Trakten runt Villahermosa del Campo är nära nog obefolkad, med mindre än två invånare per kvadratkilometer. Närmaste större samhälle är Daroca, 14,1 km väster om Villahermosa del Campo. Omgivningarna runt Villahermosa del Campo är i huvudsak ett öppet busklandskap.